# Тигри за освобождение на Тамил Илам
Тигри за освобождение на Тамил Еелам, накратко Тамилски тигри, (LTTE, на тамилски: தமிழீழ விடுதலைப் புலிகள்) е името на паравоенна организация и една политическа партия в Шри Ланка. Тамилските тигри са участник в гражданската война, която се води в Шри Ланка. Те се борят за независимост на северните и източните територии на острова, които са населени предимно с тамили. В контролираните от организацията територии, тя „де факто“ упражнява държавната власт. Тамилите които живеят там са индуси, за разлика от синхалите (шриланци), които изповядват будизма и живеят в останалата част на острова.
Главен Командант на Тамилските тигри е Велупилай Прабхакаран, които същевременно управлява и контролираните от организацията територии.
Днес около 30 държави, сред които САЩ, Канада и ЕС причисляват Тамилските тигри към теростичните организации.

## История

### Организацията днес
В рамките на една година те съумяват да убият двама министри от правителството. На 11 май 2008 британското правителство освобождава бившата дясната ръка на ръководителя на Тамилските Тигри, с прозвището „колонел Каруна“, въпреки че през януари е осъден на 9 месеца. затвор за фалшификация на документи.  Територията, контролирана от групировката, намалява и на освободената от шриланкската армия югоизточна провинция в началото на май 2008 г. за пръв път от десетилетия се провеждат местни избори, които са успех за будистките партии в Шри Ланка.

## Структура
Структурата на Тамилските тигри е разделена на две крила: военно и политческо-административна. Централното управителско тяло начело с Командант Велупилай Прабхакаран ръководи двете крила.

### Военна
- Black Tigers – Черни Тигри са подразделения за самоубийствени атентати
- Sea-Tigers – под Морски Тигри се разбират подразделенията на тамилския флот
- Air Tiger – Въздушни Тигри са подразделенията на тамилските военновъздушни сили
- Tigers – Тигри е името на тамилската пехота
- особеност на Тамилските тигри са техните женски подразделения.

## Външни препартки
- Официален сайт поддържан от LTTE Архив на оригинала от 1997-04-11 в Wayback Machine.
- История на конфликта